# Rogna
Rogna là một xã trong vùng hành chính Franche-Comté, thuộc tỉnh Jura, quận Saint-Claude (quận), tổng Les Bouchoux. Tọa độ địa lý của xã là 46° 19' vĩ độ bắc, 05° 44' kinh độ đông. Rogna nằm trên độ cao trung bình là 780 mét trên mực nước biển, có điểm thấp nhất là 410 mét và điểm cao nhất là 960 mét. Xã có diện tích 10.46 km², dân số vào thời điểm 1999 là 209 người; mật độ dân số là 20 người/km².

## Thông tin nhân khẩu
| 1962 | 1968 | 1975 | 1982 | 1990 | 1999 |
| ---- | ---- | ---- | ---- | ---- | ---- |
| 59   | 80   | 106  | 87   | 197  | 209  |

## Địa điểm tham quan
Nhà thờ trong làng Saint-Jean-Baptiste được xây năm 1780.